# Charles-François Daubigny

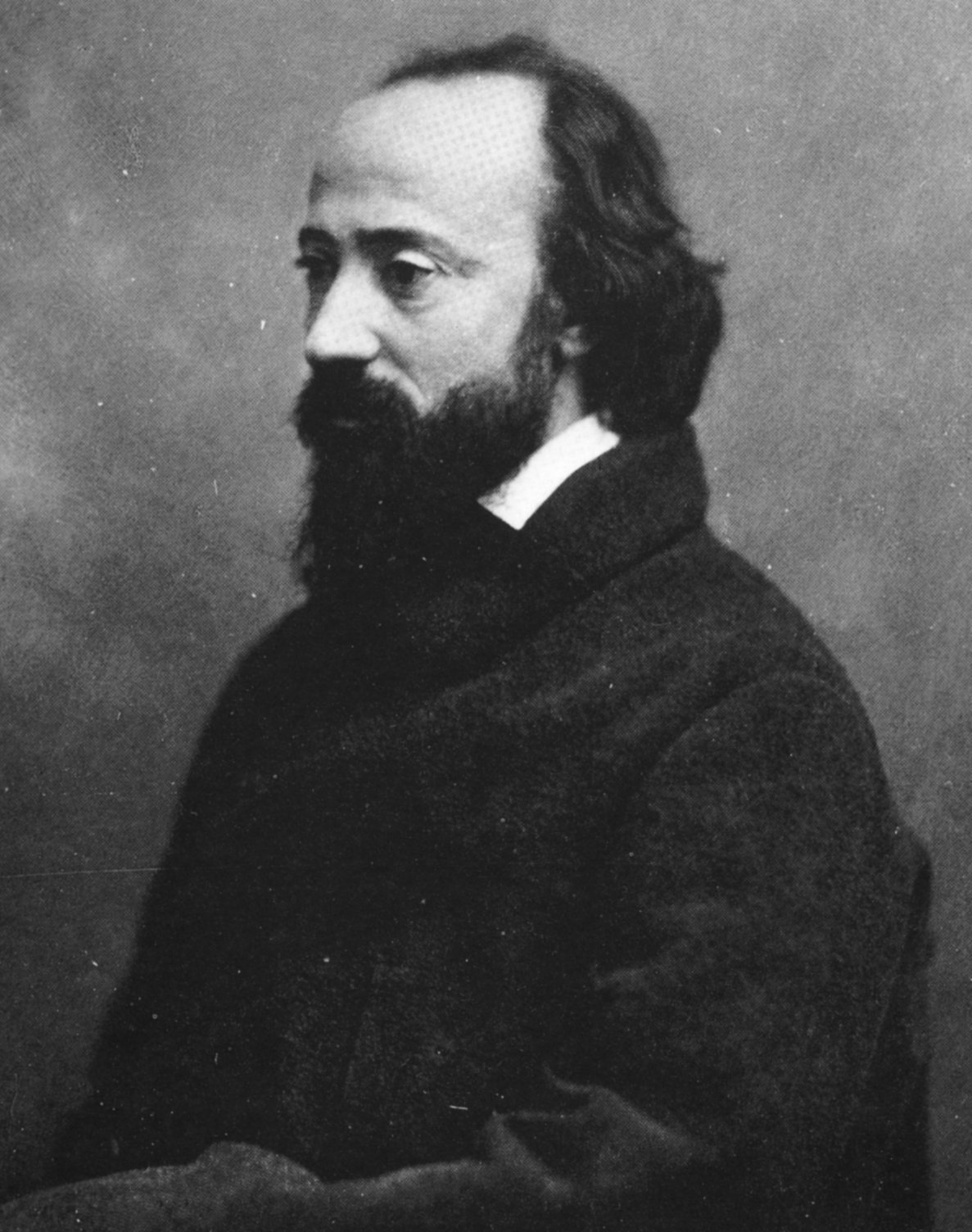
Charles-François Daubigny (retrato por Nadar).

Charles-François Daubigny (15 de febrero de 1817 en París – 19 de febrero de 1878 en París) fue uno de los pintores de la Escuela de Barbizon, y es considerado un importante precursor del Impresionismo.

## Carrera

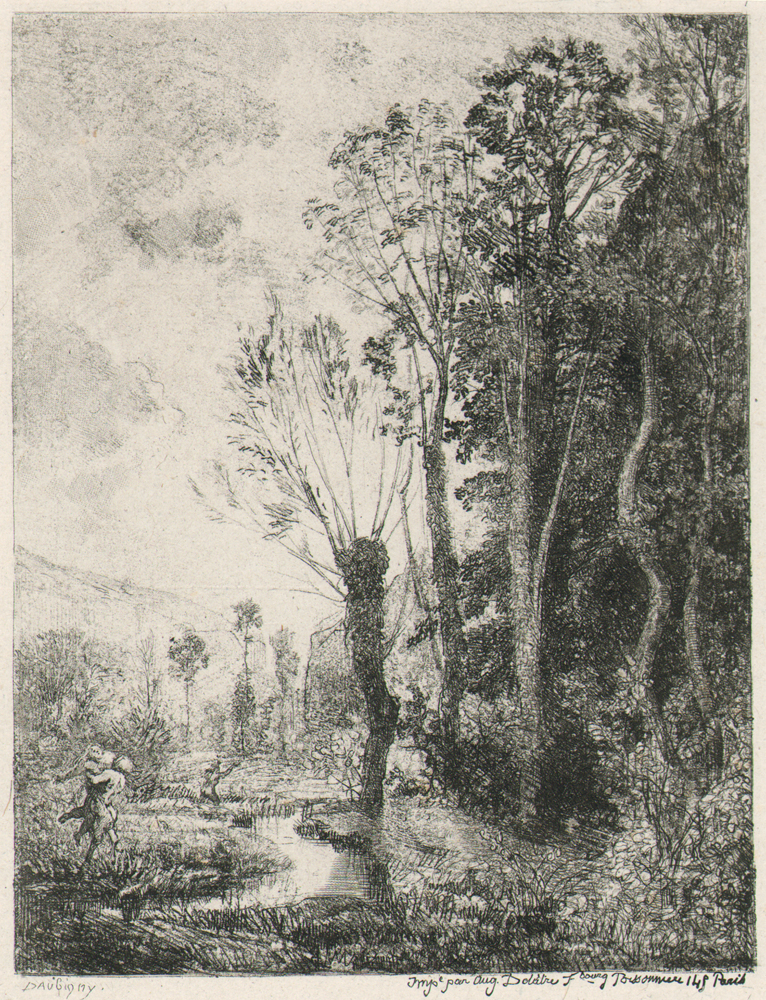
Paisaje. Aguafuerte, 1850

Daubigny nació en el seno de una familia de pintores. El arte le fue enseñado por su padre, Edmond François Daubigny, y por su tío, el miniaturista Pierre Daubigny.
En sus comienzos Daubigny pintaba en un estilo tradicional, pero esto cambió a partir de 1843 cuando se estableció en Barbizon para trabajar en la naturaleza. Aún más importante fue su encuentro con Camille Corot en 1852 en Optevoz (Isère). Sobre su famoso bote «Botin», que él había adaptado como estudio flotante, pintó a lo largo del Sena y el Oise, generalmente en la región alrededor de Auvers-sur-Oise. De 1852 en adelante se lo ve influenciado por Gustave Courbet.
En 1866, Daubigny visitó Inglaterra, y retornó a dicho país en 1870 escapando de los trastornos de la Guerra Franco-prusiana. En Londres conoció a Claude Monet, y juntos viajaron a los Países Bajos. De regreso en Auvers, conoció a Paul Cézanne, otro importante artista vinculado al impresionismo y al post-impresionismo. Se cree que todos estos entonces jóvenes artistas fueron influenciados por Daubigny.
Los cuadros más finos de Daubigny fueron pintados entre 1864 y 1874, en su mayoría conformados por cuidadosos paisajes con árboles, ríos y algunos patos. Se dice que cuando a Daubigny le gustaban sus pinturas agregaba un pato o dos, por lo que el número de patos indicaría la mayor o menor calidad artística de sus obras. Uno de sus dichos fue «Los mejores cuadros no venden», al ver frecuentemente que sus más finos logros eran poco apreciados. Daubigny es preferido principalmente por sus vistas fluviales, que pintó en gran número, pero aunque hay dos grandes paisajes de Daubigny en el Louvre, ninguno es de este género.
La pincelada un tanto suelta, «mal acabada» según los académicos, produjo vaivenes en su estimación; participó en los Salones oficiales con desiguales resultados. Ya maduro, fue invitado a participar en el jurado de alguno de dichos certámenes; en alguna ocasión renunció a tal honor en solidaridad con los impresionistas, cuyas obras eran masivamente excluidas.
Sus trabajos más ambiciosos son: Paisaje primaveral (1857, Louvre), Borde de la Cure, Morvan (1864), Villerville sur Mer (1864), Luz de luna (1865), Andrsy sur Oise (1868), A Pond in the Morvan (1869), y Retorno desde la esclusa (1878). En España, el Museo Thyssen-Bornemisza cuenta con ejemplos suyos.
Produjo abundantes grabados al aguafuerte, que en algunos casos se publicaron en revistas de la época, por lo que son aún ahora bastante asequibles.
Sus seguidores y alumnos fueron: su hijo Karl (quién en ocasiones pintaba tan bien que sus trabajos pueden confundirse con los de su padre, aunque pocas veces lo iguala en maestría), Oudinot, Delpy, Albert Charpin y Damoye.

## Galería

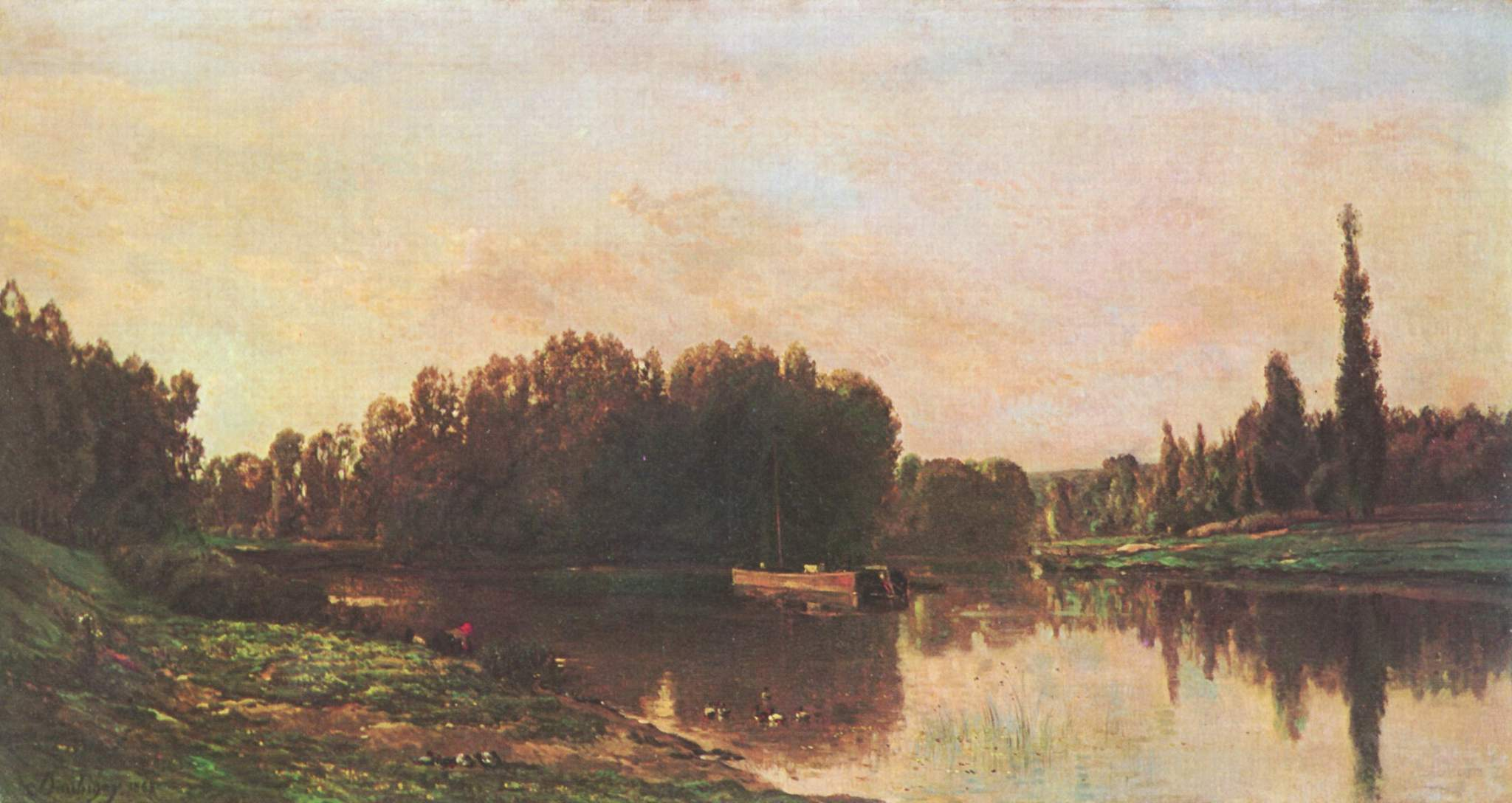
Confluencia de los ríos Sena y Oise, 1868.
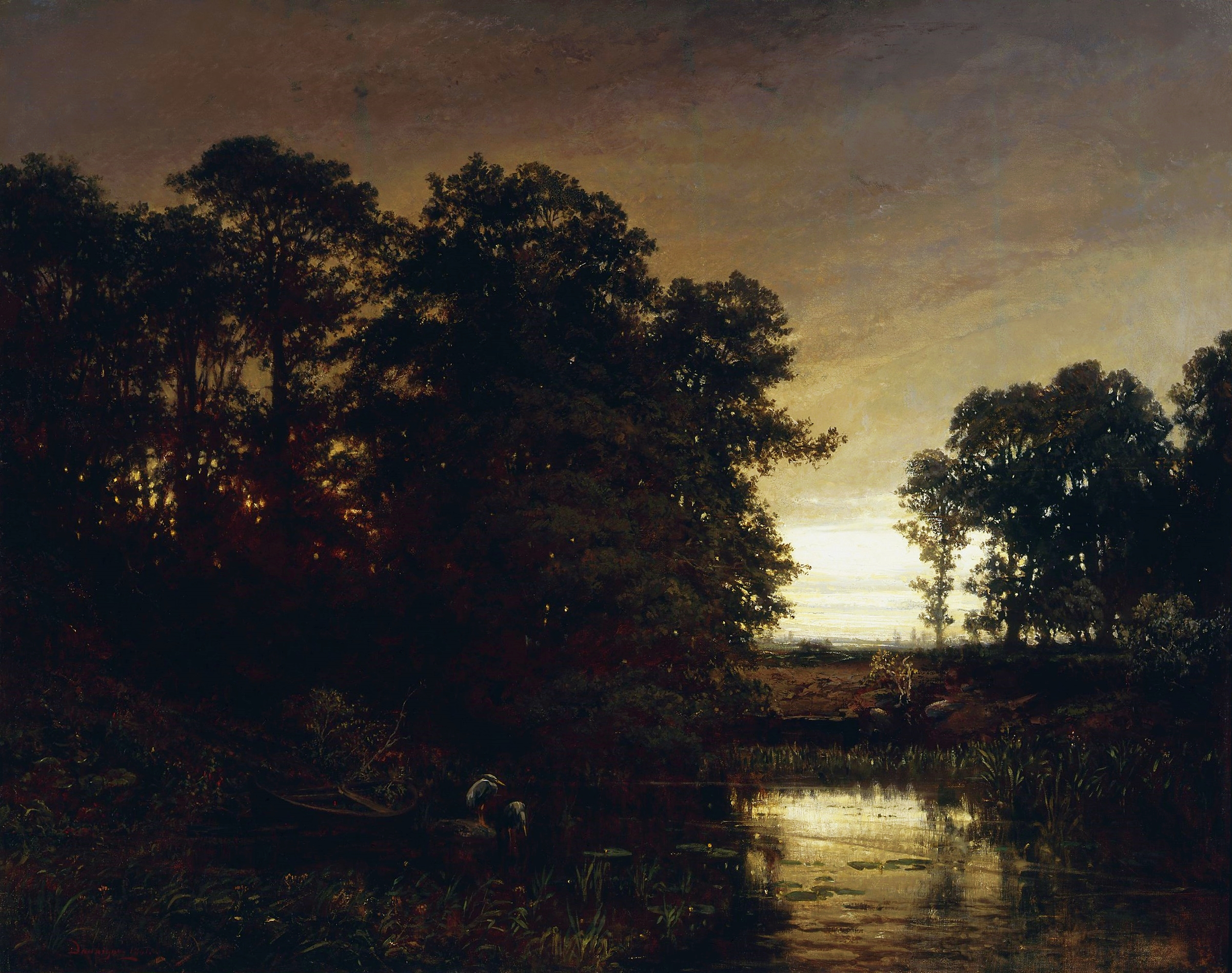
Paisaje con un estanque (1861), Museo Nacional de Varsovia
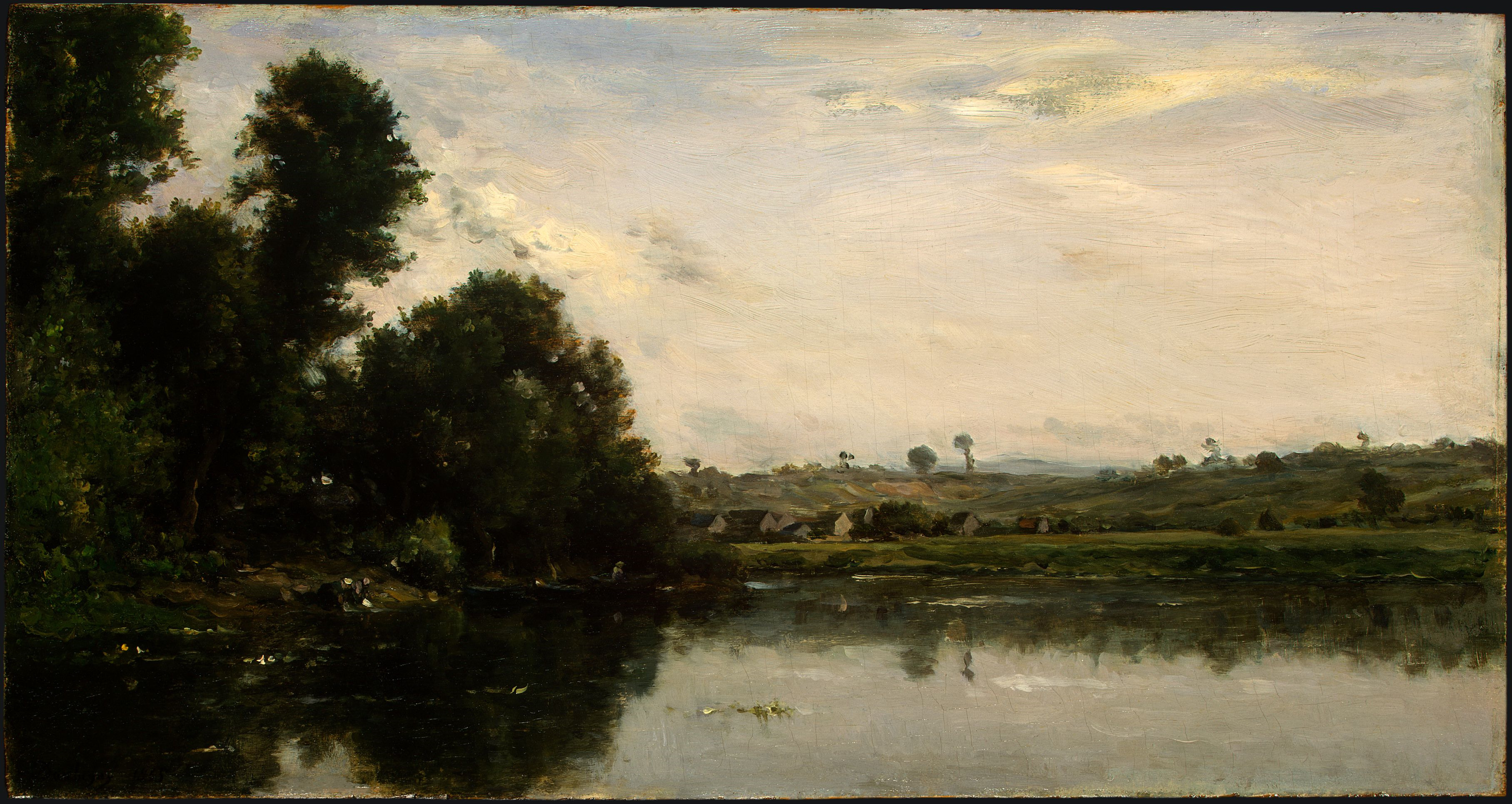
Lavanderas en el río Oise cerca de Valmondois, 1865.
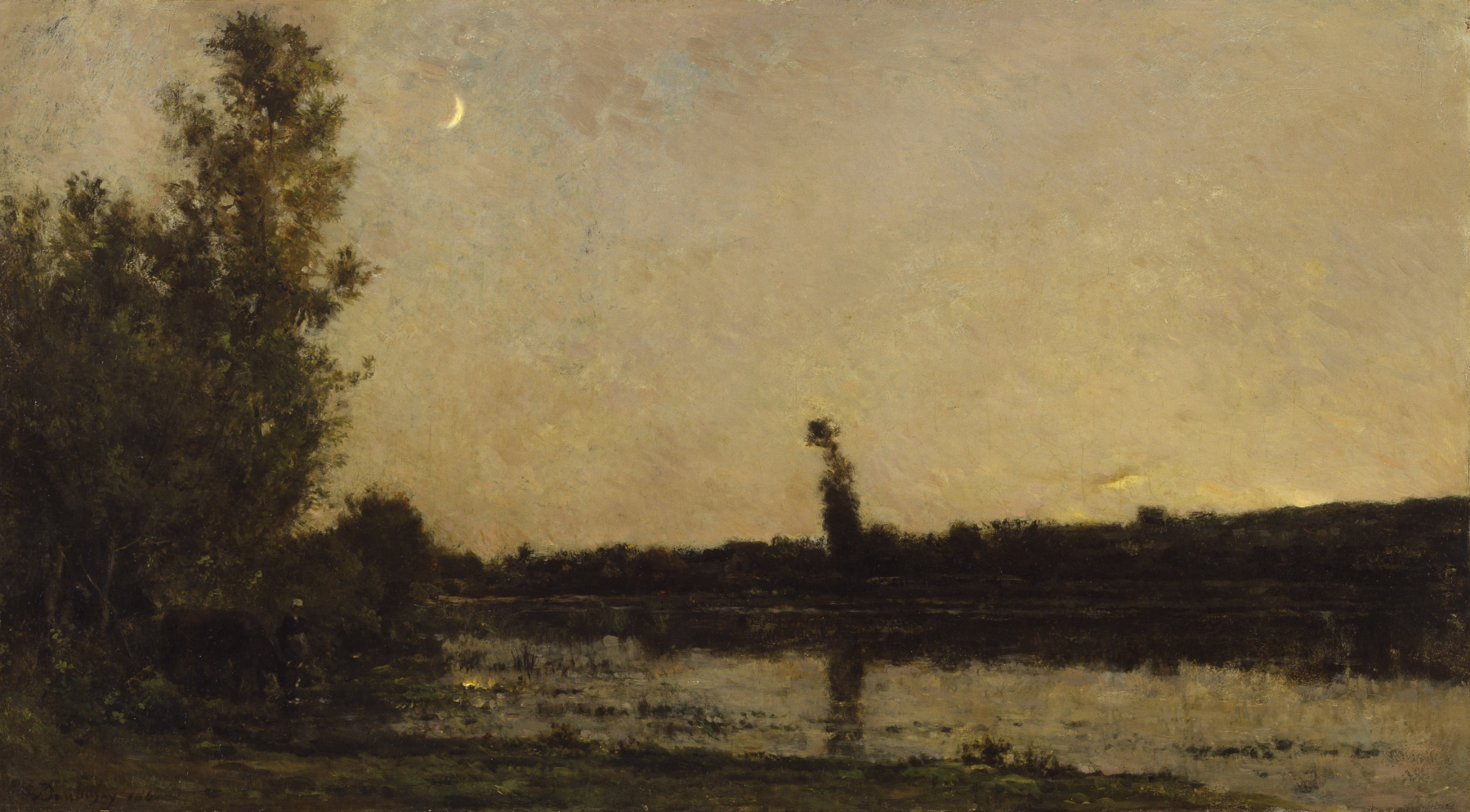
Crepúsculo, 1866, Museo Walters.
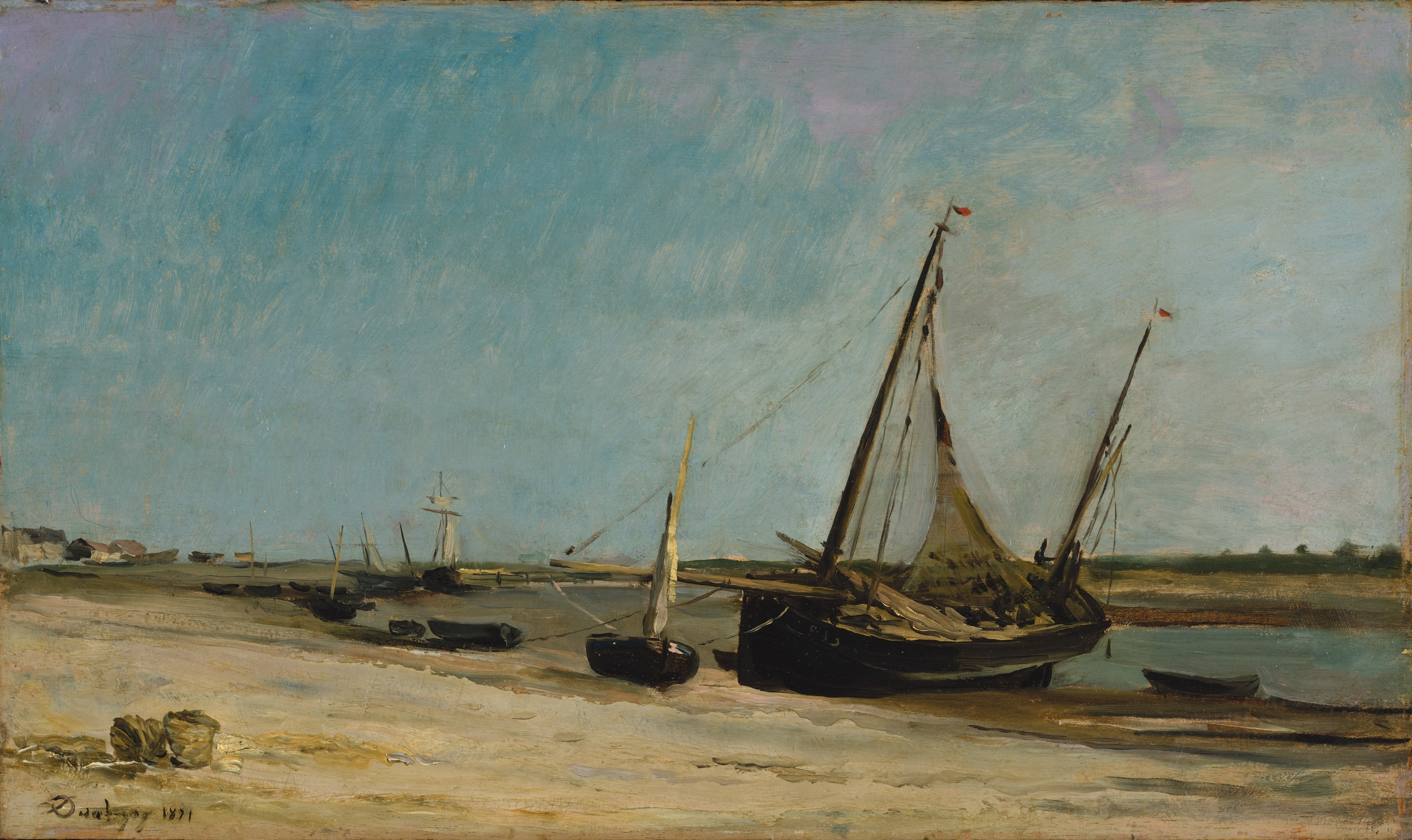
Botes en la costa de Étaples, 1871
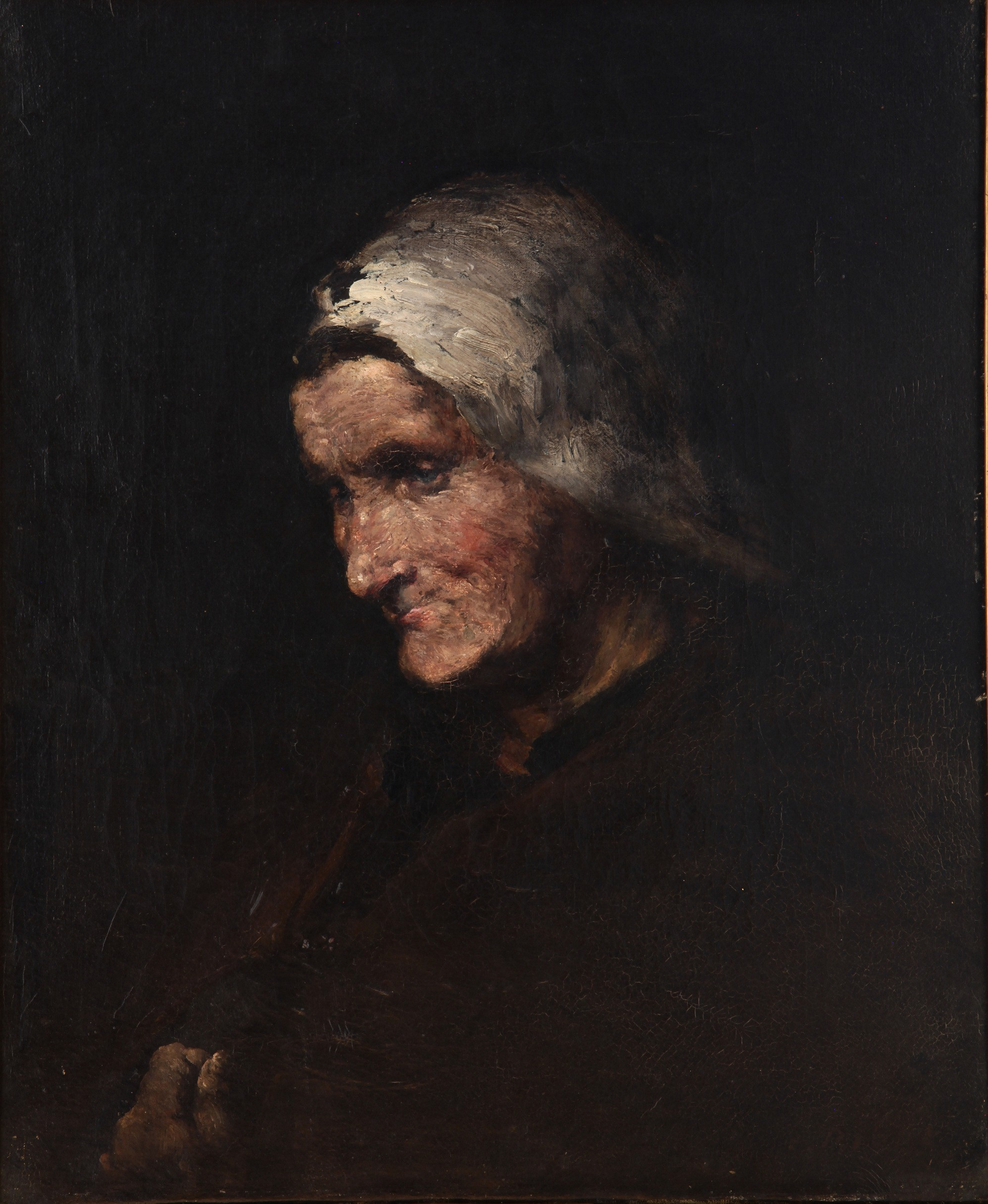
Cabeza de anciana
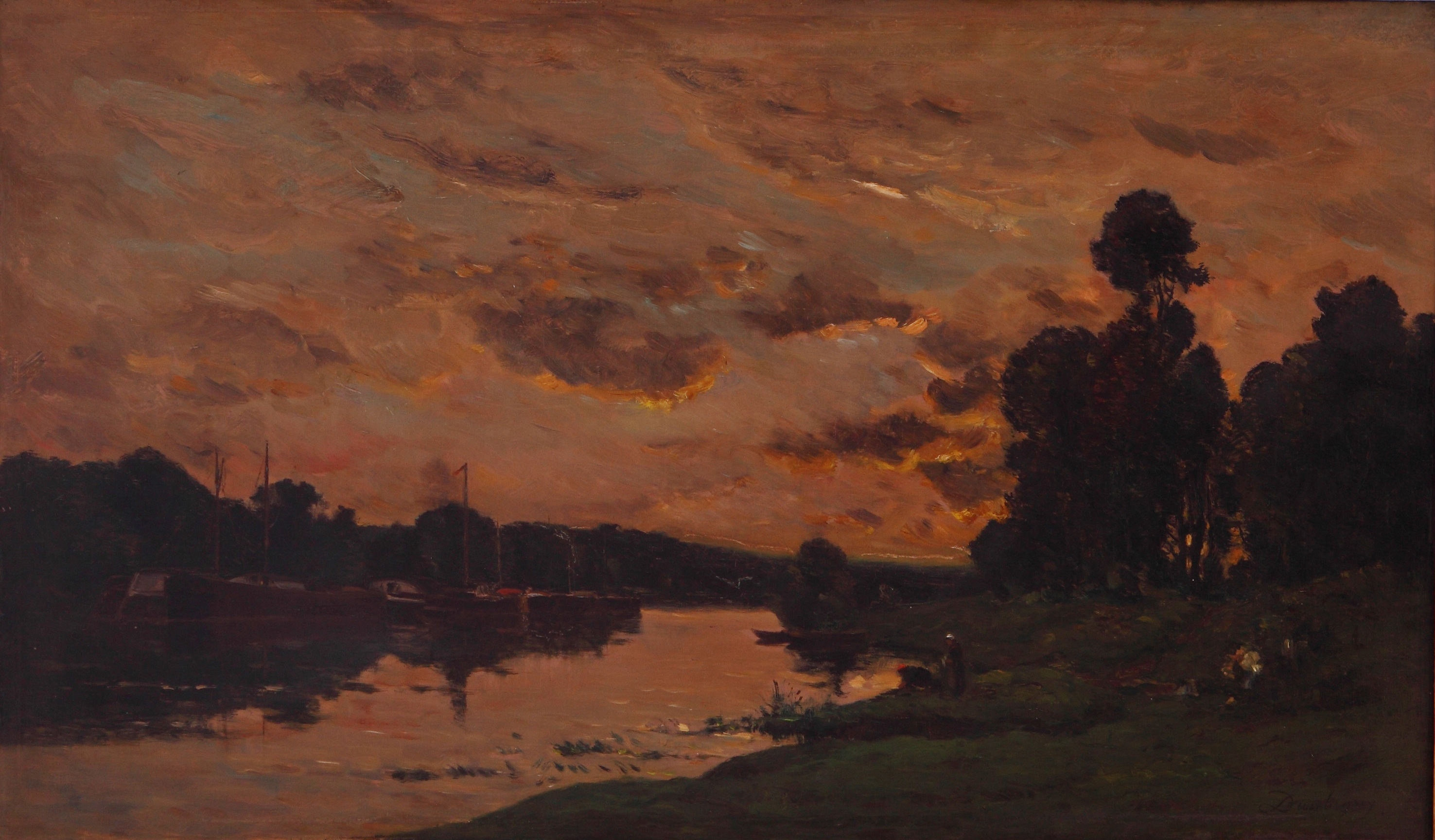
La tarde